# Веселі скрипки
«Веселі скрипки» — український естрадний вокально-інструментальний ансамбль, створений у Львові 1963 року композитором Мирославом Скориком.

## Історія
1963 року у Львові український композитор Мирослав Скорик утворив зі студентів та викладачів львівської консерваторії ансамбль під назвою «Веселі скрипки». Назва походить від однойменної оркестрової п’єси (автор достовірно невідомий, дехто з сучасників приписує її самому Скорику). Колектив складався з чотирьох-п’яти скрипок, альта, духових, ритм-групи. Сам Скорик грав на роялі.
«Веселі скрипки» започаткували новий виток розвитку української естради: додали до неї джаз, танго, блюз, рок-н-рол, ритм-н-блюз, соул, свінг та інші, при цьому зберегли український настрій. Пісня «Не топчіть конвалій» стала першим українським твістом.
Текстами пісень ансамблю стали вірші видатних українських поетів: «Аеліта», «Принесіть мені маків», «Львівський вечір», «Я тебе почекаю, коханий» Богдана Стельмаха, «Карпати», «Нічне місто», «Намалюй мені ніч», «Кінчалась ніч» Миколи Петренка, «Не топчіть конвалій», «Коли любиш» Ростислава Братуня.
«Веселі скрипки» досягли значного успіху і зацікавлення публіки. Солістами їхніх пісень були Дмитро Гнатюк, Анатолій Мокренко, Любов Чайковська, Людмила Божко, Борис Жайворонок, Олександр Щеглов, Федір Богдан. Пісні ансамблю часто транслювали на радіо та телебаченні. Колектив давав концерти не лише у Львові, а й в Києві та Москві. Із піснею «Намалюй мені ніч» музиканти брали участь у престижній на той час телепередачі «Блакитний вогник».
1966 року Мирослав Скорик переїхав зі Львова до Києва, і ВІА «Веселі скрипки» продовжили свою творчість, але вже в інакшій формі: як оркестр Львівського радіо і телебачення під керівництвом Богдана Янівського.

## Спадщина
«Веселі скрипки» та їхні пісні авторства Мирослава Скорика стали культовими, їх неодноразово переспівували.
1970–х років до «Намалюй мені ніч» звернулась українська естрадна співачка Софія Ротару, цю версію можна почути у музичному фільмі «Червона рута» 1971 року.
2015 року пісні «Намалюй мені ніч», «Не топчіть конвалій» та «Аеліта» видали на збірці «Намалюй мені ніч — Шедеври української естради» (лейбл — «Країна Мрій»).
Пісня «Не топчіть конвалій» стала однією з головних до кінострічки «Заборонений» (2019) у виконанні Сергія Фоменка та гурту «Мандри».
2020 року 46 співаків і співачок хору Львівської національної опери записали онлайн пісню «Намалюй мені ніч». Артисти театру присвятили це виконання дню народження Мирослава Скорика.